# Andrea da Perugia

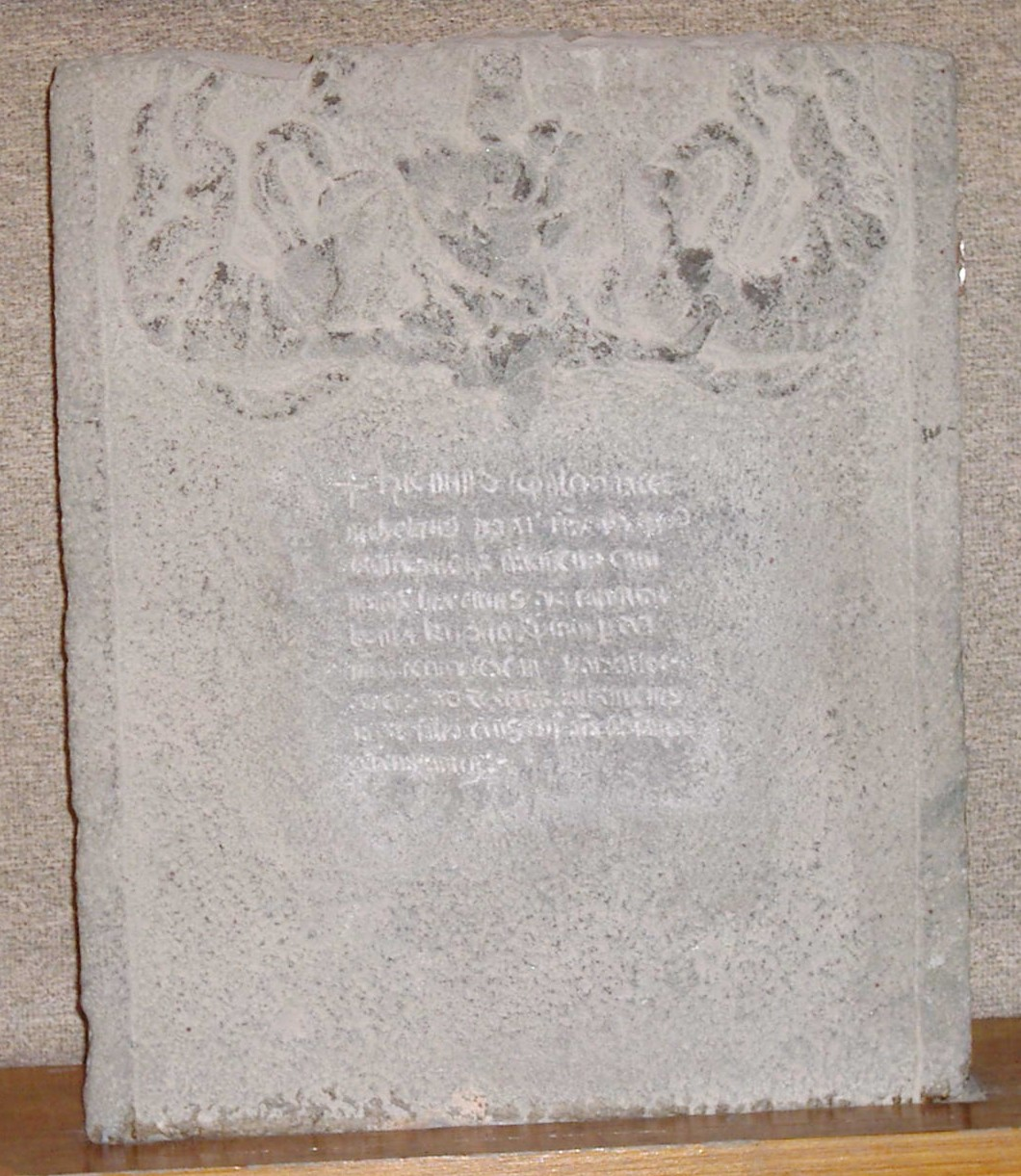
Lastra tombale di Andrea da Perugia

Andrea da Perugia (... – Zayton, 1332) è stato un missionario e vescovo cattolico italiano, appartenente all'Ordine francescano.

## Biografia
Nel 1307 papa Clemente V eresse l'arcidiocesi di Khanbaliq nominando come primo arcivescovo Giovanni da Montecorvino. Il papa inviò nel lontano Oriente sette francescani, tutti consacrati vescovi prima di partire. Solo tre di questi raggiunsero Khanbaliq nel 1308: Gerardo Albuini, Pellegrino da Città di Castello e Andrea da Perugia, che conferirono la consacrazione episcopale a Giovanni da Montecorvino.
Alla morte di Gerardo, primo vescovo di Zayton, Giovanni da Montecorvino chiamò a succedergli Andrea, il quale, per motivi a noi sconosciuti, rifiutò l'incarico e restò come semplice missionario a Khanbaliq.
Dopo il 1318 Andrea lasciò la missione di Khanbaliq e si recò a Zayton dove, con il permesso dell'imperatore, edificò nei dintorni della città una chiesa ed un monastero, capace di accogliere una ventina circa di nuovi missionari francescani. Alla morte di Pellegrino (1322), Andrea fu designato dall'arcivescovo Giovanni a succedergli sulla cattedra di Zayton.
Del vescovo Andrea resta una lettera, scritta nel gennaio 1326 al padre guardiano del convento di Perugia: in essa descrive il suo lungo viaggio per raggiungere la Cina e le difficoltà della missione.
Andrea morì nel 1332. Verso la metà del XIX secolo, durante la demolizione delle mura di Quanzhou, fu scoperta la pietra tombale di Andrea, che era stata riutilizzata come materiale da costruzione. Si tratta di una delle pochissime testimonianze epigrafiche delle missioni latine in Cina nel XIV secolo. L'iscrizione riporta la seguente frase: